# Wallis- och Futunaöarnas herrlandslag i fotboll
Wallis- och Futunaöarnas herrlandslag representerar Wallis- och Futunaöarna i internationell fotboll. Landslaget saknar koppling till FIFA eller andra officiella fotbollskonfederationer, och får således inte delta i tävlingar som VM eller Oceaniska mästerskapet.
Lagets senast spelade matcher var i Södra stillahavsspelen 1995, då de slutade sist i sin grupp med noll poäng och målskillnaden 2–37 över fyra matcher. Sedan dess har laget varit inaktivt.
Landslaget spelade huvudsakligen på Stade de Mata Utu i Mata-Utu på Wallisön.